# Small heterodimer partner

Le récepteur nucléaire SHP (de l'anglais small heterodimer partner) est une protéine de la superfamille des récepteurs nucléaires.

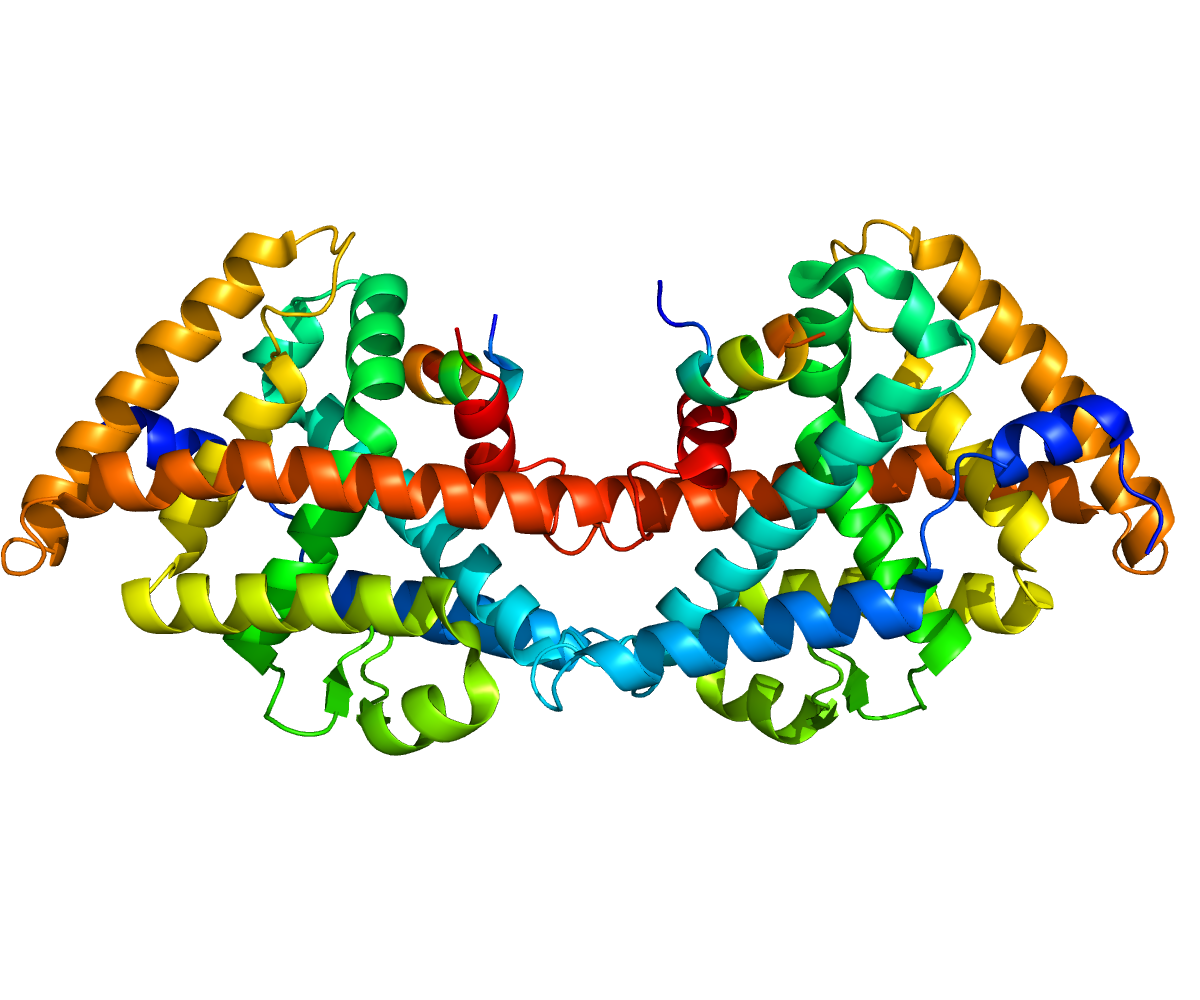
Structure de la protéine NR0B2. Basée sur le rendu PyMOL du PDB 1YUC.

## Fonctions
SHP serait une régulatrice de la fertilité masculine, impliquée dans le contrôle de la synthèse de la testostérone et dans la différenciation des cellules germinales au sein des testicules.